# Air Antilles
Air Antilles – francuska linia lotnicza z siedzibą w Pointe-à-Pitre, na Gwadelupie. Jest regionalną linią obsługującą regularne połączenia pasażerskie pomiędzy wyspami Antyli Francuskich. Głównym węzłem jest port lotniczy Pointe-à-Pitre. W latach 2002-2016 linia realizowała operacje pod nazwą Air Antilles Express.
We wrześniu 2023 Grupa CAIRE, właściciel Air Antilles i Air Guyane, została decyzją sądu wraz z podmiotami zależnymi zlikwidowana. Przewoźnik został reaktywowany już w październiku 2023 w formule partnerstwa publiczno-prywatnego, a prowadzenie działalności wznowił w czerwcu 2024.

## Flota
Według stanu na kwiecień 2025 flota Air Antilles składa się z 4 samolotów o średnim wieku 9,4 lat:
| Samolot          | Samolot | Samolot   | Liczba miejsc | Liczba miejsc | Uwagi |
| Model            | Aktywne | Zamówione | E             | Łącznie       | Uwagi |
| ---------------- | ------- | --------- | ------------- | ------------- | ----- |
| ATR 72           | 2       | -         | 72            | 72            |       |
| DHC-6 Twin Otter | 2       | -         | 19            | 19            |       |
| Łącznie          | 4       | 0         |               |               |       |